# Los Roldán (álbum)
Los Roldán es la banda sonora de la telenovela argentina del mismo nombre, publicado el 3 de agosto del 2004.
La producción del disco fue organizada por la productora Ideas del Sur en conjunto con Facundo Espinosa durante el año 2004 y en el álbum participaron los actores de la telenovela.

## Lista de temas
| Los Roldán |                                                                      |                                                                       |          |  |
| N.º        | Título                                                               | Vocalista principal                                                   | Duración |  |
| 1.         | «Gente buena» (Palito Ortega)                                        | Palito Ortega                                                         | 3:25     |  |
| 2.         | «Corazón valiente» (Gilda)                                           | Claribel Medina                                                       | 3:11     |  |
| 3.         | «La Gata»                                                            | Florencia de la V                                                     | 3:11     |  |
| 4.         | «A mí me pasa lo mismo que usted / Quedarme sin ti» (Palito Ortega)  | Claribel Medina                                                       | 2:44     |  |
| 5.         | «Mosquita muerta»                                                    | Lola Berthet                                                          | 2:23     |  |
| 6.         | «Yo soy Roldán» (Facundo Espinosa)                                   | Facundo Espinosa                                                      | 2:30     |  |
| 7.         | «Conociéndote» (Cesar Pueyrredón)                                    | Lola Berthet                                                          | 3:28     |  |
| 8.         | «¿Y cómo es él?» (José Luis Perales)                                 | Lola Berthet                                                          | 2:28     |  |
| 9.         | «Porque yo te amo» (Sandro)                                          | Lola Berthet                                                          | 4:08     |  |
| 10.        | «Vivir sin ti» (Camilo Sesto)                                        | Lola Berthet                                                          | 4:24     |  |
| 11.        | «Yo soy Roldán (Remix)»                                              | Facundo Espinosa                                                      | 3:07     |  |
| 12.        | «Medley (La Gata / Yo soy Roldán / Corazón valiente / Conociéndote)» | Florencia de la V / Facundo Espinosa / Lola Berthet / Claribel Medina | 7:06     |  |
| no         |                                                                      |                                                                       |          |  |